# Undrið Fótbóltsfelag
L'Undrið FF è una società calcistica faroese, con base nella città di Hoyvík, che attualmente gioca nella 2.Deild, la terza divisione calcistica nelle Isole Fær Øer.
Fondato il 18 gennaio 2006, risulta essere attualmente il club più giovane di tutto il panorama calcistico feringio.

## Palmarès

### Competizioni nazionali
- 3. deild: 1

2017